# マーガレット・ミード
マーガレット・ミード（Margaret Mead、1901年12月16日 - 1978年11月15日）は、アメリカ合衆国ペンシルベニア州フィラデルフィア生まれの女性文化人類学者。コロンビア大学でミードを指導したルース・ベネディクトとともに20世紀のアメリカを代表する文化人類学者と評価されている。
ミードはニューヨーク市のバーナード・カレッジで学士号を、コロンビア大学で修士号および博士号を、それぞれ取得している。ミードは、文化人類学の発展期にあって数多くのフィールドワークをこなし、精力的に研究を行った。また文化人類学を利用した社会評論や一般向け著作にも熱心に取組み、文化人類学の普及に多大な貢献を行った。南太平洋および東南アジアの伝統文化においての、性に関する態度を詳述したミードの報告は、1960年代の性の革命に影響を与えたとされており、ミードは、尊敬されまたしばしば論争の対象ともなる学者であった。

## 経歴

### 誕生および幼少期
マーガレット・ミードは、5人きょうだいのうちの長子として、フィラデルフィアで生まれたが、近くのペンシルベニア州ドイルズタウンで育った。 父エドワード・シャーウッド・ミードは、ペンシルベニア大学ウォートン・スクールのファイナンスの教授であり、母エミリー（旧姓フォッグ）・ミードは、イタリア系移民の研究を行う社会学者であった。ミードの妹キャサリン（1906年 - 1907年）は9ヶ月で亡くなった。キャサリンの死は、名付け親であったミードの心を傷つける出来事であり、長年、ミードが空想にふけるときは、失われた妹のことを考えるのが常であった。ミード一家は頻繁に転居していたため、ミードが11歳でペンシルベニア州ラハスカのバッキンガム・フレンズ・スクールに入れられるまで、ミードの早期教育は祖母によって行われていた。

### 博士号取得
ミードは1919年の1年間、デポー大学に学び、その後、1923年に学士号を取得することとなるバーナード・カレッジに転学した。その後、ミードはコロンビア大学においてフランツ・ボアズおよびルース・ベネディクトのもとで学び、1924年に修士号を取得した。ミードは1925年にサモアでのフィールドワークを開始した。1929年、コロンビア大学で博士号を取得した。同年、ミードは2番目の夫であるフォーチュンとともに、マヌス島を訪れ、島の南側の海岸の村ペリにおいて、マヌスの人々についての熱心なフィールドワークを行っている:117。

### 研究者としてのキャリア

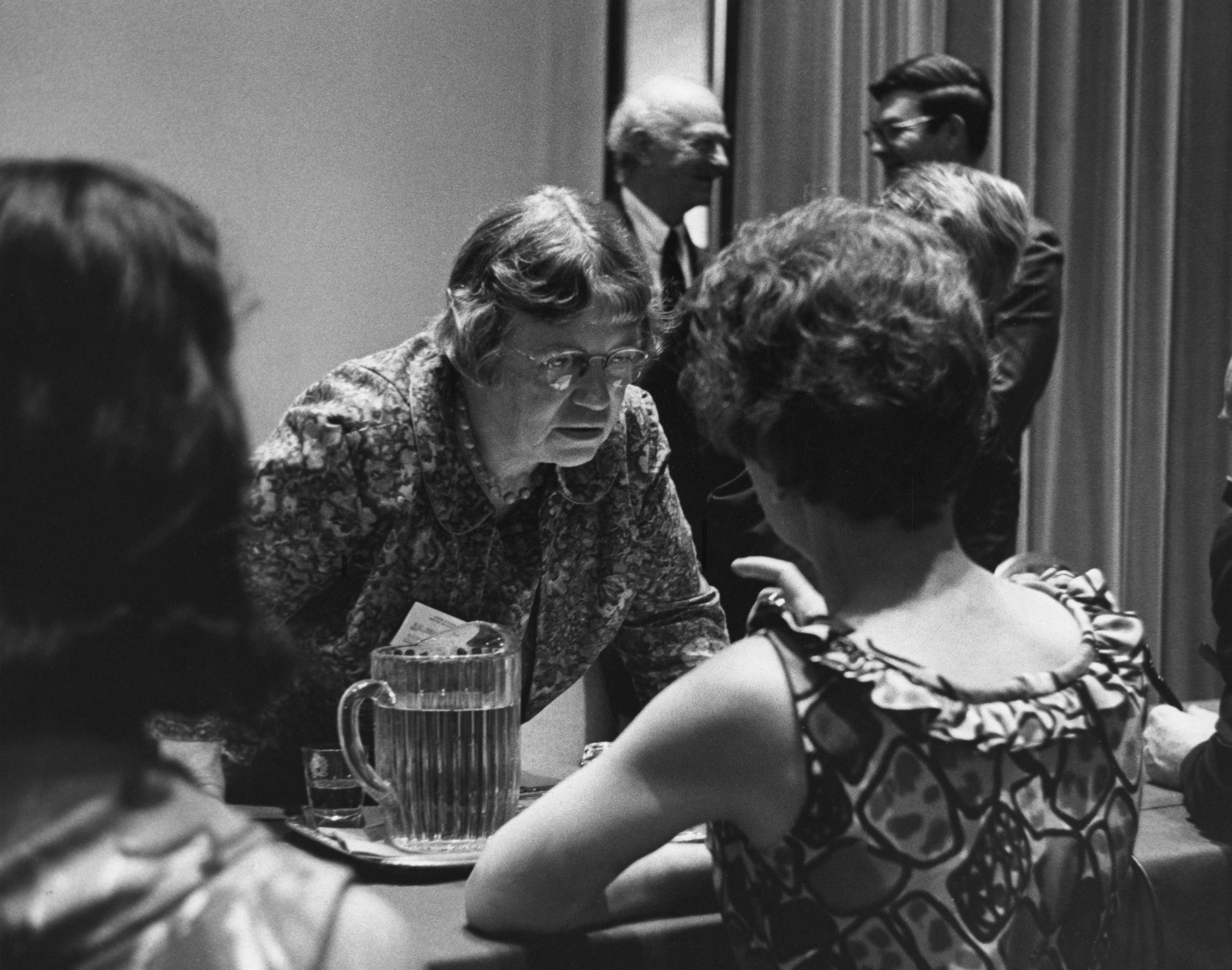
ニューヨーク科学アカデミー（1968年）でのミード

#### 大学でのキャリア
ミードはニュースクール大学およびコロンビア大学において教鞭を執り、コロンビア大学では1954年から1978年にかけて助教授を務めた。
その傍ら、ミードは1965年にニューヨーク大学の都市人類学研究室を設立した。また、ミードは1968年にフォーダム大学のリンカーンセンターキャンパスに人類学研究室を設立し、1968年から1970年までは社会科学研究科の研究科長を務めた。
また、1970年には、社会学および人類学のディスティングイッシュト・プロフェッサーとして、ロードアイランド大学の教授となった。
ミードは、これらのほかにも、エモリー大学、イェール大学、メニンガー・クリニックなどにおいても講義を行っている。
ミードは、ルース・ベネディクトの例に倣い、育児、人格、文化の問題に焦点を合わせ研究を行い、またジーン・ヒューストンを含む、多くの若い人類学者および社会学者を指導した:370–71。目立つケープと杖がミードのトレードマークであった。

#### アメリカ自然史博物館でのキャリア
ミードは1926年、ニューヨークのアメリカ自然史博物館にアシスタント・キュレーターとして参加した。1946年にはアソシエイト・キュレーターに昇進し、1964年から1969年までは民族学のキュレーターを務め、1969年に名誉キュレーターの称号を付与された。

#### その他学界でのキャリア
1942年から1945年まで、ミードは全米研究評議会の食習慣委員会の幹事長を務めた。ミードは1948年にアメリカ芸術科学アカデミーのフェローに選出された。1948年から1950年までの間は、ロシア人たちの権威に対する文化および態度を研究するため、アメリカ陸軍航空軍が資金援助を行った民間の研究機関であるランド研究所にも勤務していた。
ミードは1960年、アメリカ人類学会の会長を務めた。
1970年にユネスコから科学普及の功績に対してカリンガ賞を受賞。1970年代には、ミードはニューヨーク科学アカデミーの副会長を務めた。ミードはまた、アメリカ科学振興協会においても様々な役職を歴任し、特に1975年には代表となり、1976年には取締役会経営委員会の議長となった。1976年、ミードは、人間の居住に関する最初の国際連合のフォーラムである第1回国際連合人間居住計画（UN-HABITAT）の主要参加者として参加した。
ミードは1978年11月15日、膵癌で亡くなった。

## 業績

### パプアニューギニアでの研究

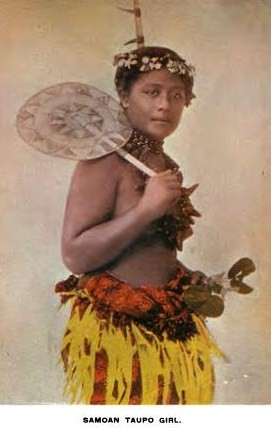
サモアの少女（1896年）

ミードはオセアニア地域の先住民族に関し、心理・文化の様々な面についての研究を行ってきた。特にニューギニアにおいては、1925年のサモアでのフィールドワークに始まり、1928年から1929年、1931年から1933年、1936年から1939年にもフィールドワークを行っている。

#### 『Coming of Age in Samoa（邦題：サモアの思春期）』（1928年）

##### 内容
ミードは、この著書において、サモアの人々の生活、教育、社会構造、パーソナリティ等について、フィールドワークに基づいた紹介を行った。この著書の前書きで、ミードの指導教授であったフランツ・ボアズは、この著書の重要性について以下のとおり記載している。
礼儀、謙遜、行儀良さ、明確な倫理基準に適合することは普遍的なものであるが、何が礼儀、謙虚さ、行儀良さ、明確な倫理基準を構成するのかは普遍的ではない。最も予想できない方法で、そうした基準が異なることを知ることは有益である。
ミードはサモアの人々の教育に関連して、サモアの少女たちは、怠惰だという評判が立つと結婚が難しくなること、ならびに少女たちは編み物および魚獲りを習得しなければならず、「そのほかの関心は秘密の性の冒険に向けられている」ことを紹介し、サモアにおいては結婚に際し処女性よりも勤労倫理のほうが重視されていることを暗示した。
また、サモアの人々のパーソナリティに関しては、西洋の人々に比べてより素朴かつ誠実であり、性的なノイローゼの影響を受けづらいとした。性に関しては、サモアの人々はより月経などを不快に感じづらく、また一対一でない性関係についても懸念を持ちづらいとした。ミードはこれらの原因を、サモアの社会における家族の範囲がより広くなっていること、またサモアの人々は問いに対しはっきりとした答えを出すことを好まないように見受けられることに求めている。

##### 批判と再批判
ミードの死の5年後の1983年に、ニュージーランドの人類学者であるデレク・フリーマンは、『Margaret Mead and Samoa: The Making and Unmaking of an Anthropological Myth（邦題：マーガレット・ミードとサモア）』を出版し、ミードのサモア社会におけるセクシュアリティに関する主な発見に対し、異議を述べた。フリーマンは、サモアの文化においては、若者が性を探求することにつき多くの制限は課せられていないというミードの主張は、ミードのサモアの文化に対する誤解に基づくものだとした。ミードは機密保持のためにすべての被験者の身元を慎重に隠していたが、フリーマンはミードの調査の参加者の1人を発見してインタビューを行い、その参加者から、自分は友人とともに作り話をし、ミードを故意に誤解させたと聞き取った旨を報告した。
ついで、フリーマンの著書自体も論争の的となり、人類学界からの少なからぬ反発と厳しい批判にさらされた。1983年にはアメリカ人類学会はその著書を「分かりづらく、非科学的であり、無責任で、ミスリーディングである」と批判した。フリーマンの批判は、性道徳観は多かれ少なかれ文化横断的なものであると考えていた科学者らには熱狂的に受け入れられた。これに対し、フリーマンは、しばしば、ミードの研究および意見を誤って紹介しているという批判もなされた。
サモアの文化を研究した人類学者には、フリーマンの調査結果を支持しミードの調査結果に反対する者もいた。他方、サモアの文化はミードがフィールドワークを行ってからフリーマンがフィールドワークを行うまでの数十年間の間に、キリスト教との融合により変化しているため、フリーマンの研究はミードの研究結果を無効にするものではないとする人類学者もいた。ほか、ミードの結論はただ1人の人物との1度だけのインタビューの信頼性に依拠するものではなく、ミードのサモアでの滞在期間中の観察とインタビューの総和を基礎とするものであるため、上記の参加者が作り話をしていたとしても、それが直ちにミードの調査への反証とはならないと主張する人類学者もいる。
1996年、マーティン・オーランス（Martin Orans）はアメリカ議会図書館において保存されているミードのメモを調査し、ミードは上記参加者に騙されていたのだというフリーマンの批判は、いくつかの理由により不正確であると指摘した。第一に、ミードはサモア人の冗談の形式とその頻度をよく理解しており、第二に、ミードが「儀式の処女」への性的な制限について行った検討は、上記参加者がフリーマンに行った説明と合致しており、第三に、ミードが上記参加者へのインタビュー以前に既にサモアのセクシュアリティに関する結論に達していたことがそのメモから明らかであるというのが理由である。しかしながら、哲学者ピーター・シンガーや動物学者デイビッド・アッテンボローなど、ミードは騙されていたのだと主張する学者も多く、オーランスの主張もまた論争の的となっている。なお、実証主義的なスタンスからミードの調査を評して、オーランスは、フリーマンの批判の有効性いかんによらず、ミードの研究は科学的厳密性が不十分であり、「ミードの調査は、調査が『正しいか間違っているか以前の問題だ』という激しい科学的な批判により適切に否定されうる」とこの論争を分析している。
1999年に、フリーマンは、従前は入手していなかった資料も含めて、別の著書『The Fateful Hoaxing of Margaret Mead: A Historical Analysis of Her Samoan Research』を公表した。経験主義的な人類学者はミードの結論に同意する傾向があるが、フリーマンの意見に協調し、生得主義的なアプローチを取る、人類学者以外の学者もおり、ハーバード大学の心理学者スティーブン・ピンカー、生物学者のリチャード・ドーキンス、進化心理学者のデイビッド・バス、科学ライターのマット・リドレー、古典主義者メアリー・レフコヴィッツ、哲学者ピーター・シンガーが挙げられる。ニューヨーク・タイムズのフリーマンの死亡記事において、ジョン・ショーは、フリーマンの論文は多くの人を憤慨させはしたが、その死までには広く受け入れられるようになった、と述べた。しかしながら、人類学者のポール・シャンクマン（Paul Shankman）やアリス・ドレガーによるものをはじめ、フリーマンはミードの調査を誤解している、根拠が薄弱で誤導的である、という批判もなお存在する。

保守系学術団体が発行するThe Intercollegiate Reviewの1999年秋号に掲載された「今世紀で最悪の（および最高の）50の書籍」という記事では、『Coming of Age in Samoa』が今世紀最悪の50の書籍の第1位にランクインしている。

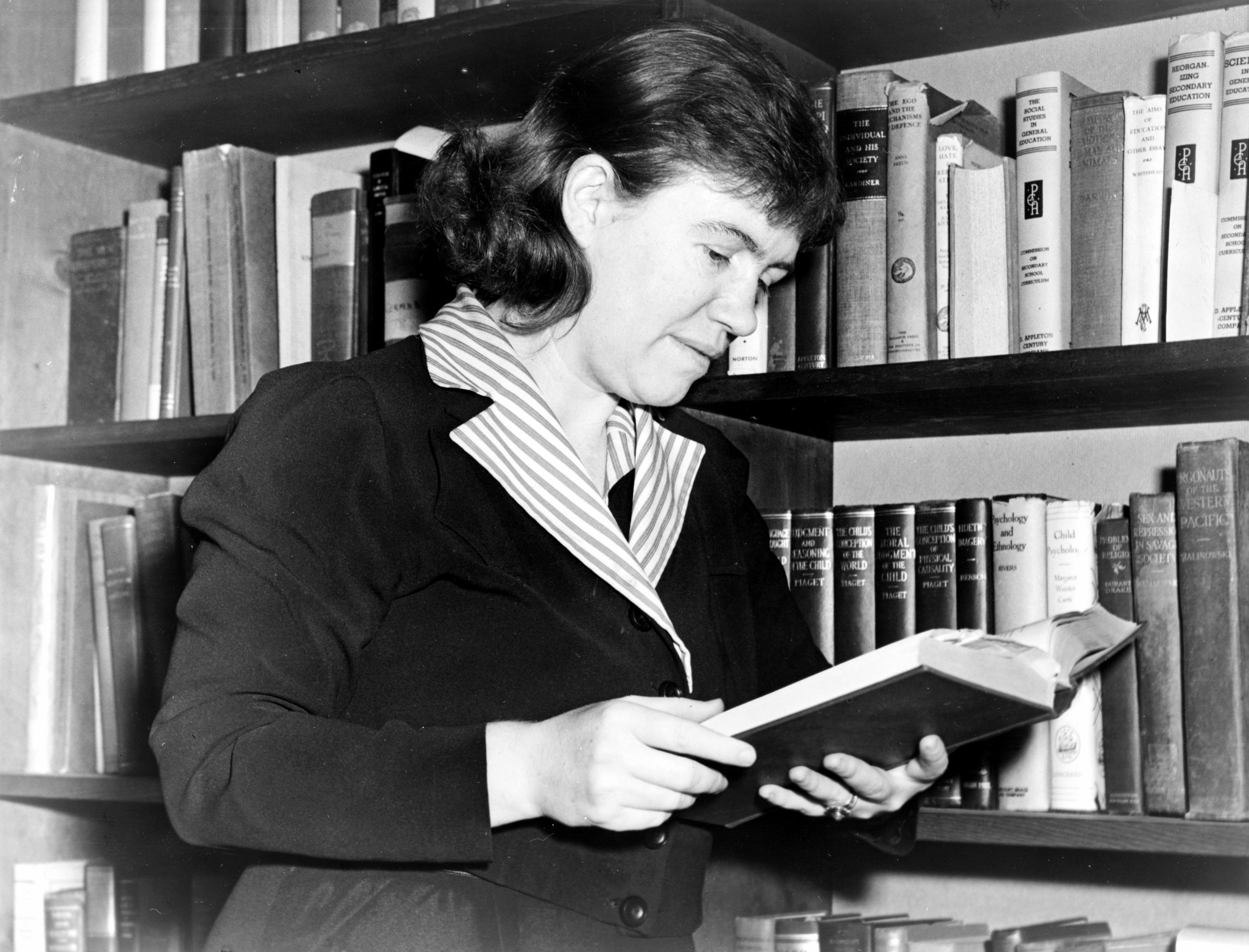
1950年のミード

#### 『Sex and Temperament in Three Primitive Societies』（1935年）

##### 内容
ミードのもう一つの影響力ある書籍は、『Sex and Temperament in Three Primitive Societies』である。ミードは、この著書において、パプアニューギニアのセピック（Sepik）盆地のチャンブリ湖（Tchambuli、現在はChambriと表記する）地域において、特段の問題なく、女性優位の社会が形成されていることを報告した。この著書はウーマンリブ運動の大きな拠り所となった。
ミードは、同じくセピックに居住するアラペシュ族（Arapesh）は平和主義者であると述べたが、時折戦争に参加することについても注記している。アラペシュ族の間での土地の共有および育児における平等主義の強調についてのミードの観察、また親族間の主に平和的な関係のミードの記録は、より重層化したニューギニア文化に関し例えばアンドリュー・ストラザーン（Andrew Strathern）が記録したような「ビッグ・マン」の優位性の誇示とは大きく異なっている。これらは異なる文化のパターンである。
ミードはこの著書において、3つの部族の比較研究を行い、各部族での性役割が非常に対照的であることを報告した。
- 「アラペシュ族においては、男性も女性も平和的な気質であって、男性も女性も戦争を行うことはない。」
- 「ムンドグモール族においては、正反対である。男性も女性も、好戦的な気質を有している。」
- 「チャンブリ族はこのいずれとも異なる。男性は『着飾って』自分たちを装飾することに時間を費やすが、女性は働いており現実的な人々であるーこれは20世紀初頭のアメリカとは正反対である。」

##### 批判
デボラ・ゲウェルツ（Deborah Gewertz）は1974年から1975年にかけてチャンブリ族を研究したが、1981年に、ミードが述べたような性役割の証拠は見つからなかったことを報告した。ゲウェルツは、チャンブリ族の男性が女性を支配し、農産物を管理し、重要な政治的決定を下していたことを、1850年代まで遡ることができる証拠があるとした。ただし注意すべき点として、誤りが指摘されたのはあくまでもミードが例示した部族の実態に関してであり、中国のモソ人など、女性優位の社会が存在しない訳ではない。
男性と女性についてのミードの研究は、ウーマンリブ運動のルーツとなったにもかかわらず、ベティ・フリーダンによって、女性を幼児化することに寄与しているという根拠により、批判されている。

### 他の研究分野

#### 人種と知能
1926年には、人種および知能についての多くの議論があった。ミードは、知能に関する人種的優位性の議論を支持する実験的な心理学の研究についての方法論には、実質的な欠陥があると考えた。著書『The Methodology of Racial Testing: Its Significance for Sociology』において、ミードは、人種間の知能の差異に関するテストには3つの問題があることを示している。第一に、ある被験者の知能検査スコアをミードが「人種混合（racial admixture）」と呼ぶもの、すなわち黒人やインド人の血をどれだけその者が有しているかと有効に関連付けられるかには懸念があり、このような情報が知能指数を解釈する際に適切か否かについても懸念が存在する。第二に、知能検査スコアは、環境（家族構成、社会的・経済的地位、言語に触れている程度など）に強く影響され、そうした社会的地位の影響を測るのは難しい。第三に、言語の壁が時に最も大きな問題となる。
同様に、スティーヴン・ジェイ・グールドも、著書『The Mismeasure of Man（邦題：人間の測りまちがい）』において、知能に本当に人種間の相違があるのかを測るにあたり、知能検査において3つの主な問題があることを指摘している。

#### ユダヤ系移民に関する調査
ミードは、アメリカユダヤ人委員会がヨーロッパのユダヤ人の村であるシュテットルを研究する計画で、研究者らがニューヨーク市に居住しているユダヤ系移民に対し大規模な聞き取り調査を行うというものを支援するよう説得したことにより、高く評価されている。研究結果についての書籍は、数十年に渡って広く引用され、子供たちを強く愛するが息が詰まるほどにも支配し、子供たちのために苦労をすると明言することを通じて子供たちに罪悪感を植え付けるという、ユダヤ人の母親のステレオタイプを作り上げたといわれている。

#### 「スポック博士の育児書」への貢献
ミードのかかりつけの小児科医はベンジャミン・スポックであった。スポックが後に著した育児に関する書物は、ミードがスポックと共有した、民族学的なフィールド観察から得られたミード自身の実践や信念の一部（特に、スケジュールよりも子供の要求に対応した授乳）を取り込んでいた。

#### 画像シンボル言語の開発
1960年代半ば、ミードは通信理論家ルドルフ・モドリーと協力を行い、共同でGYLPHS, inc.という組織を設立した。GYLPHS, inc.の目的は、いかに原始的な文化であろうと、どの文化のメンバーであっても理解できるような、普遍的な画像シンボル言語を作成することであった。

#### 家族と教育
家族、共同体、教育などの研究をコロンビア大学の文化人類学者ホープ・レクターとともに行った。

## 私生活

### 恋愛・結婚など
サモアに出発する前に、ミードは、指導教授であったルース・ベネディクトと同性愛の関係にあった。言語学者のエドワード・サピアとも短期間、恋愛関係にあった。 しかし、結婚と女性の役割についてのサピアの保守的な考えは、ミードにとっては受け入れがたいものであり、ミードはフィールドワークを行うためサモアへと去ってしまったため、2人は破局した。

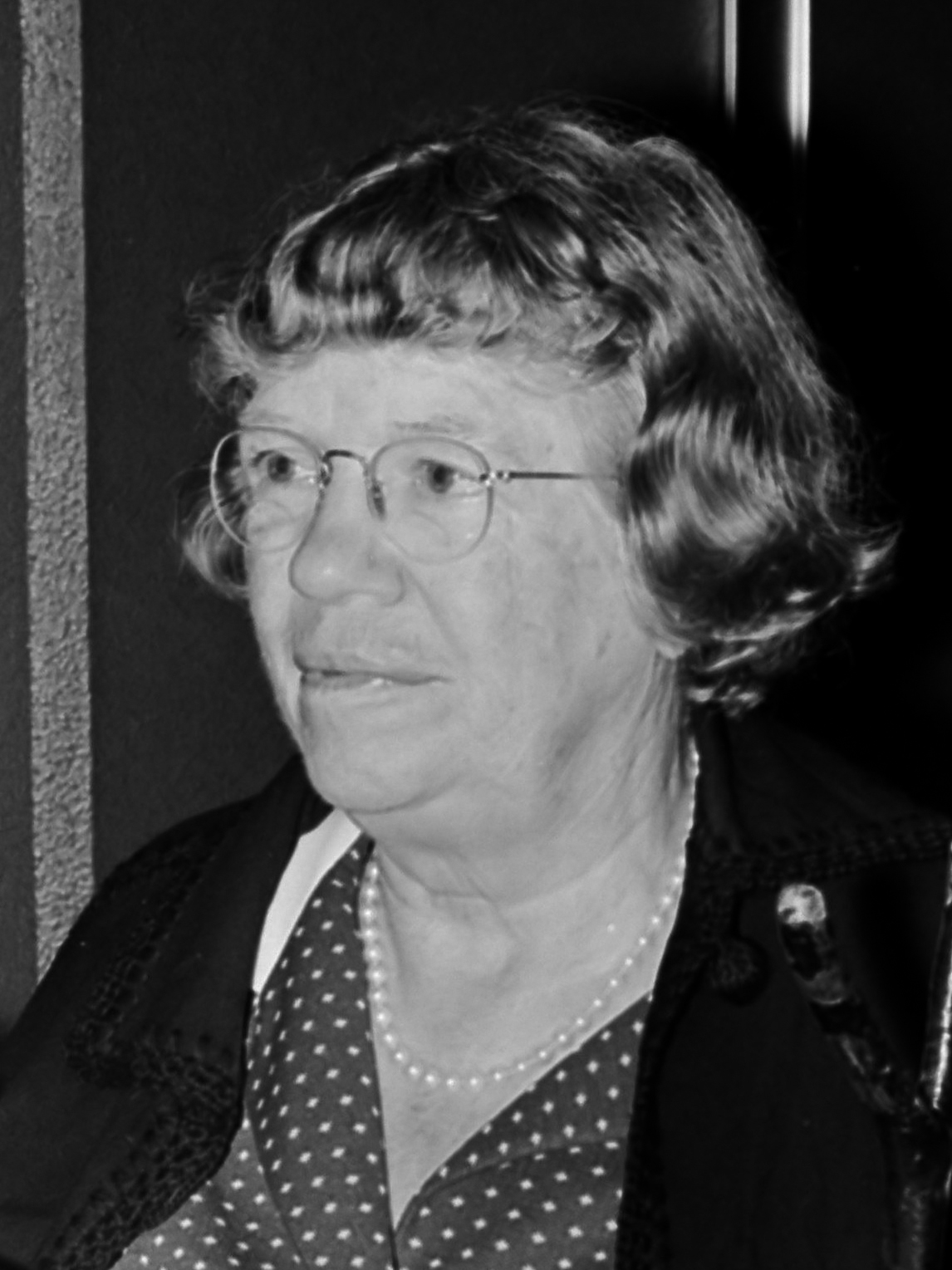
1972年のマーガレット・ミード

ミードは3回結婚した。ミードの最初の夫（1923年 - 1928年）は、当時神学生であり後に人類学者となったアメリカ人ルーサー・クレスマン（英語: Luther Cressman）であった。ミードは著書『Blackberry Winter』において、2人の結びつきを否定的に「私の学生結婚」と述べており、この表現に対しクレスマンは激しく反論を行った。ミードの二番目の夫（1928年 - 1935年）は、ケンブリッジ大学の卒業生であり、人類学者仲間であったニュージーランド人のレオ・フォーチュン（英語: Reo Fortune）であった。 ミードの3番目の、最も長く続いた結婚（1936年 - 1950年）はイギリスの人類学者、グレゴリー・ベイトソンとのものであった。ミードはベイトソンの間に娘メアリー・キャサリン・ベイトソンをもうけ、メアリーもまた人類学者となっている。
メアリー・キャサリン・ベイトソンは、その両親についての回顧録である『With a Daughter's Eye（邦題：娘の眼から―マーガレット・ミードとグレゴリー・ベイトソンの私的メモワール）』において、ベネディクトとミードの関係は一部性的なものであったと示唆している:117–118。ミードは、自らがレズビアンまたはバイセクシュアルであると公に位置付けることは決してなかった。しかしミードは著書において、個人の性的指向は人生を通じ変化すると考えられることを示唆している。
ミードは、人類学者ローダ・メトローと個人的かつ専門的な協力を行い晩年を過ごし、1955年から1978年に亡くなるまでメトローと同居していた。2006年には、2人の間の手紙が公表されている。

### 親族
ミードの成人した妹は二人とも、著名な男性と結婚した。アーティストかつ教師であったエリザベス・ミード（1909年 - 1983年）は、漫画家ウィリアム・スタイグと結婚しており、プリシラ・ミード（1911年 - 1959年）はレオ・ロステンと結婚している。ミードには弟リチャードもおり、リチャードは後に教授となった。ミードは、ジェレミー・スタイグの伯母でもある。

### 信仰
宗教に関し様々な見解をもつ家族のもとに生まれ、ミードは、自らが形の上では知っていた信仰であるキリスト教について、その信仰の表現を示してくれるような宗教を模索した。そして、ミードは米国聖公会の儀式が、自らが模索していた宗教の表現に合致すると考えた。聖公会の信徒として、ミードは、1979年版米国聖公会祈祷書の作成に多大な寄与を行った:347–348。

## 死後
1979年1月19日、アメリカ合衆国大統領ジミー・カーターは、ミードの死後、大統領自由勲章をミードに授与したと発表した。アメリカ合衆国国際連合大使アンドリュー・ヤングは、アメリカ自然史博物館が支援した、ミードの功績を称えるための特別プログラムにおいて、ミードの娘であるメアリー・キャサリン・ベイトソンに賞を授与した。カーターの表彰の辞は以下のような内容である。
「マーガレット・ミードは文明を学ぶ者でもあり、また文明の模範でもあった。何百万人もの人々に、ミードは、様々な文化のパターンの中にも、それらに内在する人間の単一性が示されているという、文化人類学の中心的な識見をもたらした。ミードは規律を習得するだけではなく、それを乗り越えた。果敢であり、独立し、平易な言い方を用い、恐れを知らない人物として、ミードは若者の模範であり、誰もが彼女から学ぶことのできる教師であり続ける。」
1979年、スーパーシスターズのトレーディングカードセットが製造販売されたが、うち1枚はミードの名前および写真を記載したものであった。
アメリカ合衆国郵便公社（USPS）は、1998年5月28日、en:Celebrate the Century切手シートシリーズの一部として、ミードを描いた32セント切手を発行した。 
ニッケルバックの2006年のミュージック・ビデオ『If Everyone Cared』の最後に、ミードの言葉「献身的な人々による小さな集団が世界を変えられるということを疑わないでください。実際に、そうした集団だけが世界を変えてきたのです（Never doubt that a small group of committed people can change the world. Indeed, it is the only thing that ever has.）」が引用されている。
リリー・キングの2014年の小説『Euphoria』は、第二次世界大戦以前のニューギニアにおける、ミードならびにその人類学者仲間のレオ・フォーチュンおよびグレゴリー・ベートソンとの恋愛・結婚関係についてのフィクションである。この小説はカーカス賞（Kirkus Prize）を受賞し、ニューヨークタイムズ・ブックレビューで「今年最高の10冊の本」の1つに選出された。
金星最大のクレーター「ミード」(en)の名称は、ミードの名前に由来する。また、アメリカには、イリノイ州エルクグローブヴィレッジの中学校、ワシントン州サマミッシュの小学校、ニューヨーク州ブルックリンのシープスヘッドベイの小学校と、ミードにあやかって命名された学校が複数存在する。

## 著書

### 単著
- Coming of Age in Samoa（1928年）[64]
  - 『サモアの思春期』畑中幸子、山本真鳥共訳、蒼樹書房、1976年。
- Growing Up In New Guinea（1930年）[65]
- The Changing Culture of an Indian Tribe（1932年）[66]
- Sex and Temperament in Three Primitive Societies（1935年）[40]
- And Keep Your Powder Dry: An Anthropologist Looks at America（1942年）
  - 『火薬をしめらせるな ― 文化人類学者のアメリカ論』国弘正雄、日野信行共訳、南雲堂、1986年。
- Male and Female（1949年）[67]
  - 『男性と女性 ― 移りゆく世界における両性の研究』(上下2巻) 田中寿美子、加藤秀俊共訳、東京創元社 (現代社会科学叢書)、1961年。
- New Lives for Old: Cultural Transformation in Manus, 1928–1953 （1956年）
- People and Places（1959年、若者向け書籍）
- Continuities in Cultural Evolution（1964年）
- Culture and Commitment（1970年）
  - 『地球時代の文化論 ― 文化とコミットメント』太田和子訳、東京大学出版会、1981年。
- The Mountain Arapesh: Stream of events in Alitoa（1971年）
- Blackberry Winter: My Earlier Years（1972年、自伝）[68]
  - 『女として人類学者として ― マーガレット・ミード自伝』和智綏子訳、平凡社、1975年。
  - 『女流文化人類学者の青春』相沢敬久訳、英宝社、1988年。

- Margaret Mead, some personal views（ローダ・メトロー（英語版）編集、1979年）
  - 『マーガレット・ミードは語る ― 女性、教育、社会』原ひろ子監訳・宇川和子訳、誠信書房、1986年。

### 編集・共著
- Balinese Character: A Photographic Analysis（グレゴリー・ベイトソンとの共著、1942年）
  - 『バリ島人の性格 ― 写真による分析』外山昇訳、国文社、2001年。
- Cultural Patterns and Technical Change（編集、1953年）
- Primitive Heritage: An Anthropological Anthology（ニコラス・カラス（英語版）との共同編集、1953年）
- An Anthropologist at Work（編集、1959年、1966年再版、ルース・ベネディクト作品集）
  - 『人類学者ルース・ベネディクト ― その肖像と作品』松園万亀雄訳、社会思想社、1977年）
- The Study of Culture At A Distance（ローダ・メトローとの共同編集、1953年）
- Themes in French Culture（ローダ・メトローとの共著、1954年）
- The Wagon and the Star: A Study of American Community Initiative（ムリエル＝ブラウンとの共著、1966年）
  - 『コミュニティ ― その理想と現実』富田虎男、渡辺真治共訳、北望社、1970年。
- A Rap on Race（ジェイムズ・ボールドウィンとの共著、1971年）
  - 『怒りと良心 ― 人種問題を語る』大庭みな子訳、平凡社、1973年。
- A Way of Seeing（ローダ・メトローとの共著、1975年）

### 英語文献
- Acciaioli, Gregory, ed. (1983). “Fact and Context in Etnography: The Samoa Controversy (special edition)”. Canberra Anthropology 6 (1):  1–97. ISSN 0314-9099.
- Appell, George (1984). “Freeman's Refutation of Mead's Coming of Age in Samoa: The Implications for Anthropological Inquiry”. Eastern Anthropology 37:  183–214.
- Mary Catherine Bateson (1984). With a Daughter's Eye: A Memoir of Margaret Mead and Gregory Bateson. New York: William Morrow. ISBN 0-688-03962-6
- Brady, Ivan. (1991). “The Samoa Reader: Last Word or Lost Horizon?” (PDF). Current Anthropology 32 (4):  263–282. doi:10.1086/203989. JSTOR 2743829.
- To Cherish the Life of the World:  Selected Letters of Margaret Mead. New York: Basic Books. (2006). ISBN 0465008151
- Hiram Caton (1990). The Samoa Reader: Anthropologists Take Stock. University Press of America. ISBN 0-8191-7720-2
- Feinberg, Richard (1988). “Margaret Mead and Samoa: Coming of Age in Fact and Fiction”. American Anthropologist 90:  656–663. doi:10.1525/aa.1988.90.3.02a00080.
- Confronting the Margaret Mead Legacy: Scholarship, Empire and the South Pacific. Philadelphia: Temple University Press. (1992). ISBN 1566392616
- Freeman, Derek (1983). Margaret Mead and Samoa. Cambridge, MA: Harvard University Press. ISBN 0-674-54830-2
- Freeman, Derek (1999). The Fateful Hoaxing Of Margaret Mead: A Historical Analysis Of Her Samoan Research. Boulder, CO: Westview Press. ISBN 0-8133-3693-7
- Goldfrank, Esther Schiff (1983). “Another View. Margaret and Me”. Ethnohistory 30 (1):  1–14. doi:10.2307/481499. JSTOR 481499.
- Holmes, Lowell D. (1987). Quest for the Real Samoa: the Mead/Freeman Controversy and Beyond. South Hadley, MA: Bergin and Garvey. ISBN 0897891627
- Howard, Jane (1984). Margaret Mead: A Life. New York: Simon and Schuster. ISBN 0671252259
- Keeley, Lawrence (1996). War Before Civilization: the Myth of the Peaceful Savage. Oxford University Press. ISBN 0-19-511912-6
- Lapsley, Hilary (1999). Margaret Mead and Ruth Benedict: The Kinship of Women. University of Massachusetts Press. ISBN 1-55849-181-3
- Leacock, Eleanor (1988). “Anthropologists in Search of a Culture: Margaret Mead, Derek Freeman and All the Rest of Us”. Central Issues in Anthropology 8 (1):  3–20. doi:10.1525/cia.1988.8.1.3.
- Levy, Robert (1984). “Mead, Freeman, and Samoa: The Problem of Seeing Things as They Are”. Ethos 12:  85–92. doi:10.1525/eth.1984.12.1.02a00060.
- Lutkehaus, Nancy C. (2008). Margaret Mead: The Making of an American Icon. Princeton: Princeton University Press. ISBN 978-0-691-00941-4
- Mageo, Jeannette (1988). “Malosi: A Psychological Exploration of Mead's and Freeman's Work and of Samoan Aggression”. Pacific Studies 11 (2):  25–65.
- Mandler, Peter (2013). Return from the Natives: How Margaret Mead Won the Second World War and Lost the Cold War. New Haven, CT: Yale University Press. ISBN 0300187858
- Marshall, Mac. (1993). “The Wizard from Oz Meets the Wicked Witch of the East: Freeman, Mead, and Ethnographic Authority”. American Ethnologist 20 (3):  604–617. doi:10.1525/ae.1993.20.3.02a00080.
- Mead, Margaret (1972). Blackberry Winter: My Earlier Years. New York: William Morrow. ISBN 0-688-00051-7
- Mead, Margaret (11 July 1977). "The Future as Frame for the Present". Great Lecture Library (Podcast). Chautauqua Institution. 2017年1月4日閲覧。
- Metraux, Rhoda (1980). “Margaret Mead. A Biographical Sketch”. American Anthropologist 82 (2):  262–269. doi:10.1525/aa.1980.82.2.02a00010. JSTOR 675870.
- Nardi, Bonnie; Mead, Margaret; Freeman, Derek (1984). “The Height of Her Powers: Margaret Mead's Samoa”. Feminist Studies 10 (2):  323–337. doi:10.2307/3177870. JSTOR 3177870.
- Moore, Jerry D. (2004). Visions of Culture: An Introduction to Anthropological Theories and Theorists. Rowman Altamira. p. 105. ISBN 0-7591-0411-5
- Patience, Allan & Josephy Smith (1987). "Derek Freeman in Samoa: The Making and Unmaking of a Biobehavioral Myth". American Anthropologist. 88: 157–162. doi:10.1525/aa.1986.88.1.02a00160。
- Paxman, David B. (1988). “Freeman, Mead, and the Eighteenth-Century Controversy over Polynesian Society”. Pacific Studies 11 (3):  1–19.
- Pinker, Steven A (1997). How the Mind Works. W W Norton & Co Inc. ISBN 978-0-393-04535-2
- Sandall, Roger (2001). The Culture Cult: Designer Tribalism and Other Essays. Westview Press. ISBN 0-8133-3863-8
- Scheper-Hughes, Nancy (1984). “The Margaret Mead Controversy: Culture, Biology, and Anthropological Inquiry”. Human Organization 43 (1):  85–93.  オリジナルの2013年1月28日時点におけるアーカイブ。.
- Shankman, Paul (1996). “The History of Samoan Sexual Conduct and the Mead-Freeman Controversy”. American Anthropologist 98 (3):  555–567. doi:10.1525/aa.1996.98.3.02a00090.
- Shankman, Paul (2009). The Trashing of Margaret Mead: Anatomy of an Anthropological Controversy. University of Wisconsin Press. ISBN 978-0-299-23454-6
- Shore, Brad. (1982) Sala'ilua: A Samoan Mystery. New York: Columbia University Press.
- Stassinos, Elizabeth (1998). “Response to Visweswaren, 'Race and the culture of anthropology'”. American Anthropologist 100 (4):  981–983. doi:10.1525/aa.1998.100.4.981.
- Stassinos, Elizabeth (2009). “An Early Case of Personality: Ruth Benedict's Autobiographical Fragment and the Case of the Biblical "Boaz"”. Histories of Anthropology Annual 5:  28–51. doi:10.1353/haa.0.0063. ISSN 1557-637X.
- Virginia, Mary E. (2003年). “DISCovering U.S. History”.   Gale Research. 2017年1月5日閲覧。
- Young, R.E. & S. Juan. (1985). "Freeman's Margaret Mead Myth: The Ideological Virginity of Anthropologists". Australian and New Zealand Journal of Sociology. 21 (1): 64–81. doi:10.1177/144078338502100104。

### 日本語文献
- デレク・フリーマン 著、木村洋二 訳『マーガレット・ミードとサモア』みすず書房、1995年。ISBN 4622036460。
- ヒラリー・ラプスリー 著、伊藤悟 訳『マーガレット・ミードとルース・ベネディクト―ふたりの恋愛が育んだ文化人類学』明石書店、2002年。ISBN 4750316083。